# Acrostictella parallela
Acrostictella parallela är en tvåvingeart som beskrevs av Friedrich Georg Hendel 1914. Acrostictella parallela ingår i släktet Acrostictella och familjen fläckflugor. Inga underarter finns listade i Catalogue of Life.